# Helena, Alabama
Helena là một thành phố thuộc quận Shelby, tiểu bang Alabama, Hoa Kỳ. Dân số năm 2009 là 15182 người, mật độ đạt 288 người/km².